# Ainārs Vaičulēns
Ainārs Vaičulēns (né le 21 janvier 1983 à Aizkraukle) est un athlète letton, spécialiste du lancer du marteau.

## Performances
Ainārs Vaičulēns a lancé à 74,76 m à Jablonec nad Nisou le 3 mai 2009.